# Alcor Life Extension Foundation
La Alcor Life Extension Foundation es una compañía sin ánimo de lucro de Scottsdale (Arizona) que investiga, aboga y practica la criónica, es decir, la preservación de cadáveres en nitrógeno líquido, con esperanza de restaurarlos con salud completa cuando se hayan desarrollado nuevas tecnologías en el futuro. Dentro de la comunidad científica, estas prácticas han sido caracterizadas como pseudociencia.
Alcor fue fundada como la Alcor Society for Solid State Hypothermia en 1972 por Fred y Linda Chamberlain. En 1976 Alcor llevó a cabo su primer intento de criopreservación humana. El nombre de la fundación se cambió a Alcor Life Extension Foundation en 1977. Se trasladó a Arizona en 1994. En agosto de 2005, Alcor tenía 773 miembros que habían completado los procesos financieros y legales necesarios para la criopreservación, y 69 cuerpos de clientes en suspensión criónica. 
Alcor acepta donaciones anatómicas bajo el Uniform Anatomical Gift Act y Arizona Anatomical Gift Act con propósito de investigación.

## Polémica
Antes de que la compañía se trasladara desde Riverside (California) a Scottsdale (Arizona) en 1994, se convirtió en el centro de las críticas cuando un médico forense del condado declaró que un cliente había sido asesinado con barbitúricos antes de que el personal de la compañía le quitara la cabeza. Alcor alegó que el medicamento había sido administrado después de su muerte. El caso quedó archivado. [cita requerida]
En 2002, Alcor aumentó su popularidad cuando la estrella del béisbol Ted Williams fue puesta en suspensión criónica. Esto condujo a una disputa familiar sobre cómo quería reposar Williams tras su muerte.  En 2003, Sports Illustrated publicó las más importantes alegaciones por parte de un empleado de Alcor diciendo que la compañía había tratado mal la cabeza de Williams realizando perforaciones y rompiéndola accidentalmente. También se informaba de que se había perdido parte del ADN de Williams, posiblemente en conexión con el deseo de su hijo de vender algo más de ADN. Alcor negó las declaraciones, y explicó que una rotura microscópica podía haber sido resultado del proceso de congelación de la cabeza.